# 米凯拉·布鲁内利
米凯拉·布鲁内利（義大利語：Michela Brunelli，1974年7月5日—），意大利女子乒乓球运动员。她曾代表意大利参加2008年、2012年、2016年和2020年夏季残疾人奥林匹克运动会乒乓球比赛，获得一枚银牌和一枚铜牌。